# Steyr SSG 04
SSG 04 A1 — снайперская винтовка с ручным перезаряжанием, разработанная австрийской фирмой Steyr-Mannlicher AG на базе классического охотничьего карабина SBS 96.

## Конструкция
Ручное перезаряжание обеспечивается классической ручкой затвора загнутой вниз. Продольно-скользящий поворотный затвор запирает ствол с помощью четырех боевых упоров в передней части затвора. Ствол изготавливается с применением холодной ротационной ковки.
Для снижения эффектов отдачи, на ствол устанавливается дульный тормоз.
Для крепления оптического прицела на ствольную коробку установлена «планка Пикатинни».

## Использование
- Европейский союз: SSG 04 A1 принята на вооружение в полиции и других службах безопасности в ряде стран ЕС;[1].
- Россия: SSG 04 A1 закуплено для спецназа и разведывательных подразделений воздушно-десантных войск.[4][5]